# Marktkirche zur Heiligen Dreifaltigkeit (Grafing bei München)

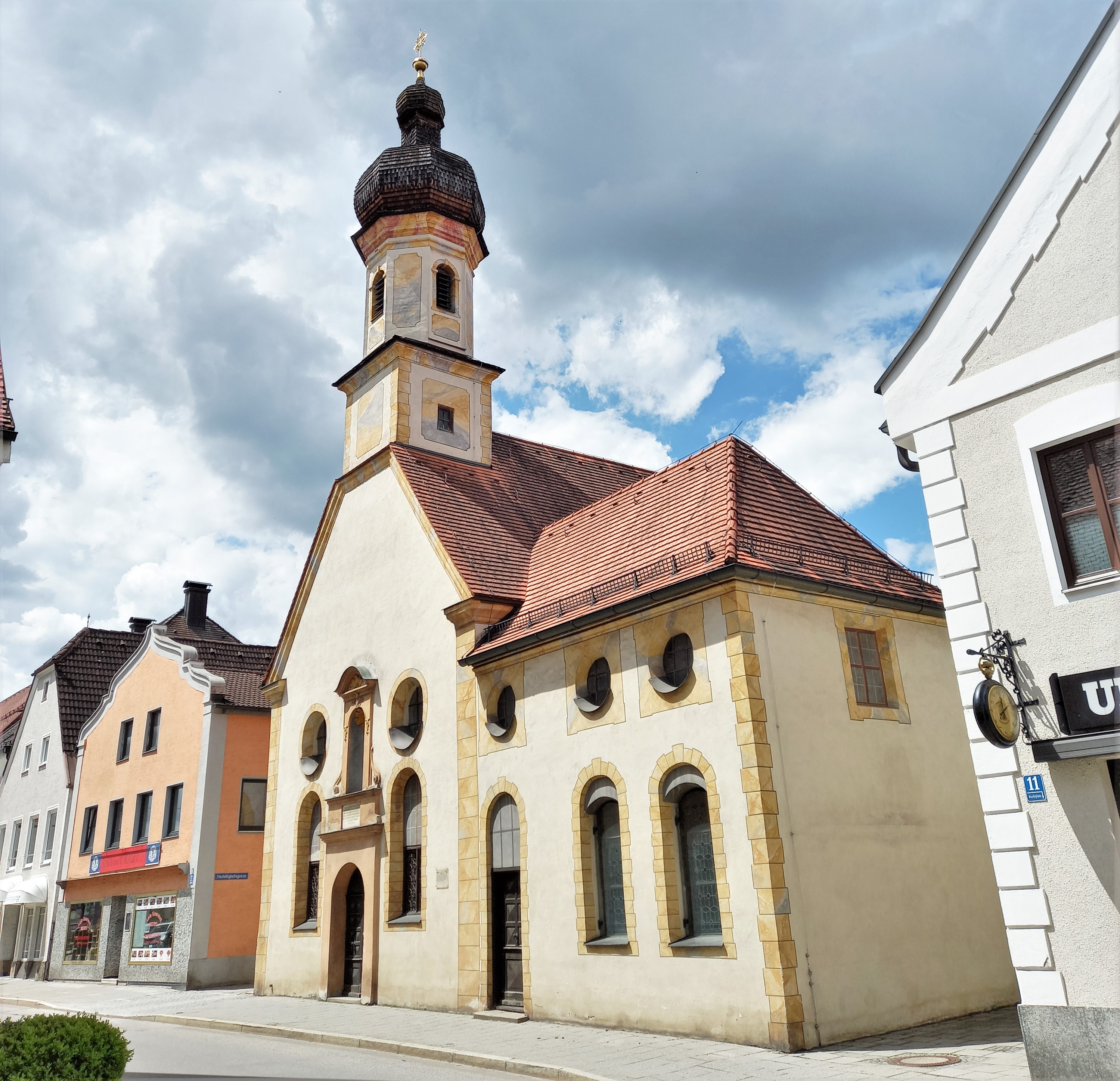
Marktkirche zur Heiligen Dreifaltigkeit in Grafing bei München

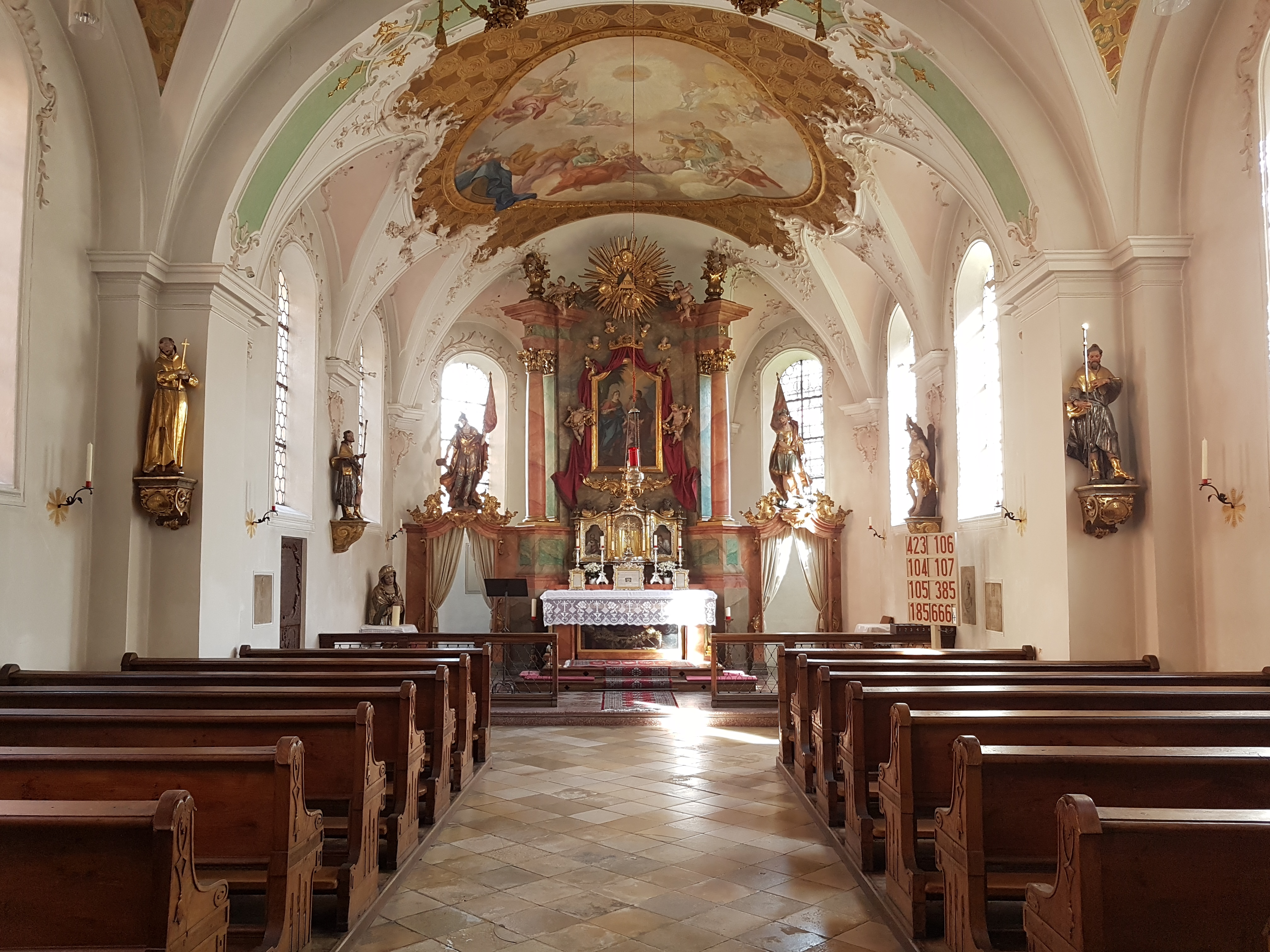
Innenansicht

Die römisch-katholische Marktkirche Zur Heiligen Dreifaltigkeit steht am Marktplatz von Grafing bei München im oberbayerischen Landkreis Ebersberg. Das Bauwerk ist in der Liste der Baudenkmäler in Grafing bei München als Baudenkmal unter der Nr. D-1-75-122-21 eingetragen. Die Kirche gehört zum Dekanat Ebersberg im Erzbistum München und Freising.

## Beschreibung
Die 1672 erbaute Saalkirche besteht aus dem Langhaus mit giebelständiger Fassade, auf der ein quadratischer Giebelreiter sitzt. Der Dachturm setzt sich mit einem achteckigen Geschoss für den Glockenstuhl fort, das mit einer Zwiebelhaube abschließt. Der eingezogene, dreiseitig geschlossene Chor steht im Norden. Die Sakristei wurde an die Stirnwand des Chors angebaut. Ein traufständiger, mit einem Walmdach bedeckter Anbau schließt sich der Fassade im Osten an. 
Der Innenraum des Langhauses ist mit einem Stichkappengewölbe überspannt. Den Stuck und die Fresken hat 1743 Johann Baptist Zimmermann eingebracht. Der von den Skulpturen des heiligen Georg und des Florian von Lorch flankierte Hochaltar wurde 1743–48 von Johann Baptist Straub umgestaltet.